# Patrick O. Brown

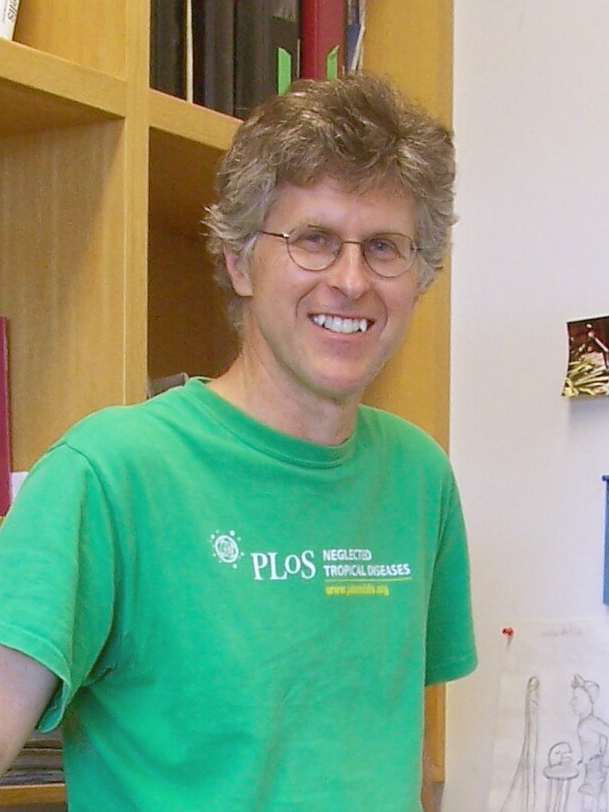
Patrick O. Brown, 2009

Patrick O’Reilly Brown (* 23. September 1954 in Washington, D.C.) ist ein US-amerikanischer Biochemiker.

## Leben
Brown erwarb an der University of Chicago 1976 einen Bachelor in Chemie, 1980 bei Nicholas R. Cozzarelli mit einer Arbeit über Topoisomerasen einen Ph.D. in Biochemie und 1982 einen M.D. als Abschluss des Medizinstudiums. Bis 1985 arbeitete er in der Kinderheilkunde des Children’s Memorial Hospital in Chicago. Zwischen 1985 und 1988 war Brown Postdoktorand bei J. Michael Bishop und Harold E. Varmus an der University of California, San Francisco. 1987 wurde er Facharzt für Kinderheilkunde. 1988 erhielt Brown eine Professur (Assistant Professor) für Kinderheilkunde und Biochemie an der Stanford University in Stanford, Kalifornien, 1995 wurde er Associate Professor für Biochemie, seit 2000 ist er dort ordentlicher Professor.
Von 1988 bis 2013 forschte Brown zusätzlich für das Howard Hughes Medical Institute. Zwischen 1994 und 1997 gehörte er zu den Herausgebern der Zeitschrift Virology, zwischen 2002 und 2007 zu denen der Proceedings of the National Academy of Sciences, einer renommierten US-amerikanischen Fachzeitschrift.
Brown ist verheiratet und hat drei Kinder.

## Wirken
Brown gilt als „intellektueller Führer auf dem Gebiet der funktionellen Genomik. Insbesondere entwickelte er verlässliche und breit verfügbare DNA-Microarray-Systeme, mit denen sich Genom-weit die Genexpression messen lässt.“
Gemeinsam mit Michael Eisen gründete Brown im Jahr 2000 Public Library of Science (PLoS), ein nichtkommerzielles Open-Access-Projekt für wissenschaftliche Publikationen, das der Open-Access-Idee im wissenschaftlichen Bereich erheblichen Auftrieb gab. Brown gehört zum Board of Directors des PLoS.
Thomson Reuters zählt Brown seit 2010 zu den Favoriten auf einen Nobelpreis für Chemie (Thomson Reuters Citation Laureates).
Nach einem Sabbatical kehrte Brown nicht an die Universität zurück und gründete 2011 die Firma Impossible Foods, welche Fleischersatz entwickelt.
2018 war er auf dem Weltwirtschaftsgipfel in Davos.

## Auszeichnungen (Auswahl)
- 1998 Gabbay Award
- 2000 NAS Award in Molecular Biology[2]
- 2002 Takeda Award[6]
- 2002 Mitglied in der National Academy of Sciences
- 2005 Curt Stern Award der American Society of Human Genetics[7]
- 2009 Mitglied der National Academy of Medicine
- 2022 Ehrendoktorat der Duke University
- 2023 Ehrendoktorat der State University of New York